# Paul Volz (Theologe, 1871)
Paul Volz (* 14. Oktober 1871 in Lichtenstern; † 30. Mai 1941 in Tübingen) war ein deutscher evangelischer Theologe und Alttestamentler.

## Leben
Nach dem Studium der Evangelischen Theologie an der Eberhard-Karls-Universität Tübingen sowie der Friedrich-Wilhelms-Universität Berlin legte Volz die theologischen Examina ab. Seit dem Wintersemester 1889/90 war er Mitglied der Studentenverbindung Luginsland Tübingen. 1898 war er Repetent am Tübinger Stift und trat 1902 eine Pfarrstelle in Leonberg an. Seit 1907 war Paul Volz Privatdozent in Tübingen. Von 1909 bis 1914 hatte er ein neu errichtetes Extraordinariat für Altes Testament inne. Von 1914 bis 1941 war er Professor für Altes Testament. 1919 wurde er Ehrenphilister des Tübinger Wingolf. Volz unternahm in den Jahren 1905 und 1912 zwei Palästinareisen.

## Lehre
Paul Volz war ein Vertreter der Religionsgeschichtlichen Schule. Allerdings sah er in der Religionsgeschichte lediglich ein Mittel zum Zweck, um die Eigenart der alttestamentlichen Religion darzustellen. Er interpretierte das jüdische Sukkotfest als „Neujahrsfest Jahwes“, vergleichbar dem babylonischen Neujahrsfest. Gemeinsam mit Wilhelm Rudolph verfasste er die forschungsgeschichtlich bedeutende Monographie Der Elohist als Erzähler, ein Irrweg der Pentateuchkritik (1933).

## Veröffentlichungen (Auswahl)

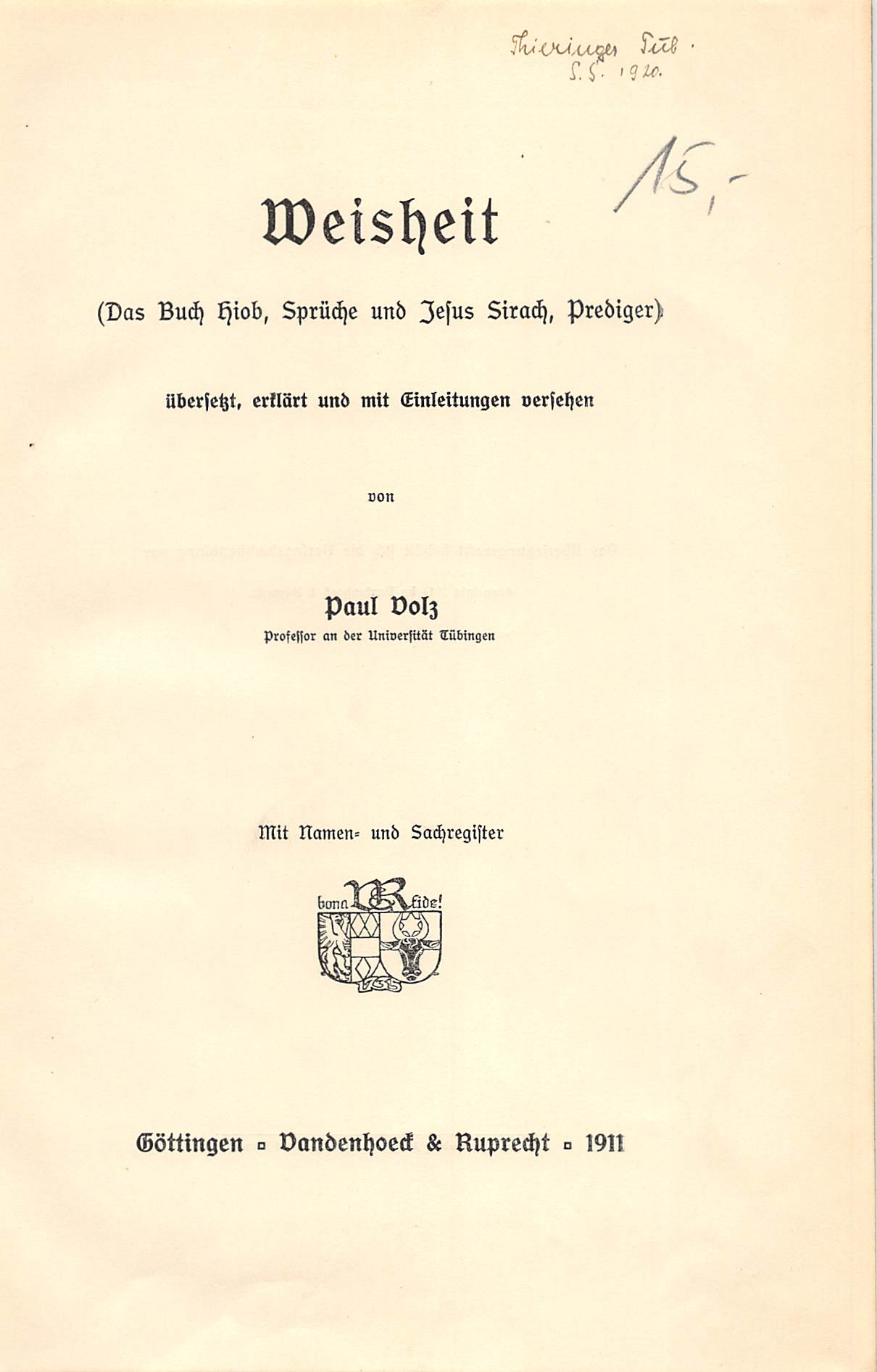
Titelblatt eines Bibelkommentars von Paul Volz

- Die vorexilische Jahweprophetie und der Messias. Vandenhoeck & Ruprecht, Göttingen 1897.
- Jüdische Eschatologie von Daniel bis Akiba. Mohr Siebeck, Tübingen und Leipzig 1903. (Digitalisat)
- Mose. Ein Beitrag zur Untersuchung über die Ursprünge der israelitischen Religion. Mohr Siebeck, Tübingen 1907.
- Der Geist Gottes und die verwandten Erscheinungen im Alten Testament und im anschliessenden Judentum. Mohr Siebeck, Tübingen 1910.
- Weisheit (Das Buch Hiob, Sprüche und Jesus Sirach, Prediger). Vandenhoeck & Ruprecht, Göttingen 1911.
- Das Neujahrsfest Jahwes (Laubhüttenfest). Mohr Siebeck, Tübingen 1912. (Digitalisat)
- Die biblischen Altertümer. Calwer, Stuttgart 1914 (Nachdruck: Komet Verlag, Köln 2004).
- Der Prophet Jeremia. Deichert, Leipzig 21928.
- Jesaja II. Deichert, Leipzig 1932.
- Der Kampf um das Alte Testament. Kohlhammer, Stuttgart 21933.
- Das Alte Testament und unsere Verkündigung, in: Luthertum 1937.
- Prophetengestalten des Alten Testaments. Sendung und Botschaft der alttestamentlichen Gotteszeugen. Mit 7 Tafeln nach Bildnissen von Michelangelo. Calwer, Stuttgart 1938.